# Palau Erizzo
El palau Molin Erizzo o  palau Erizzo alla Maddalena és un edifici històric italià, situat en el sestiere de Cannaregio a Venècia, enfront del Gran Canal entre el palau Marcello i el palau Soranzo Piovene.

## Història
La construcció on es troba l'actual edifici va ser adquirida en 1454 per Bernardo Molin, propietari del palau Marcello. Poc després de la compra degueren començar les obres de reforma, que van augmentar l'altura i van modernitzar la façana a l'estil de moda en la segona meitat del segle xv . Va passar el 1650 a les mans dels Erizzo, després del matrimoni entre Jacopo Erizzo i Cecilia Molin. L'edifici ha estat objecte de nombroses reformes que han modificat fonamentalment la planta baixa i l'entresòl.

## Descripció
La façana presenta una execució clarament gòtica. La major part de les finestres són d'arc apuntat, entre les quals destaca la finestra múltiple de cinc buits en la planta noble situada en la meitat esquerra. Aquesta planta principal està decorada amb obres del segle xvii , entre les quals, les més importants són les del pintor barroc Andrea Celesti, que descriuen la gesta de Paolo Erizzo, portador o agutzil i capità de Negroponte que, segons va descriure Marco Antonio Cocio Sabelico, entre d'altres, va ser esbocinat viu en dues meitats pels turcs el 12 de juliol de 1470.